# Font de Fontelles
La Font de Fontelles és una font del terme municipal de Salàs de Pallars, al Pallars Jussà. Està situada al nord de Salàs de Pallars i al sud de Sensui, una mica més a prop d'aquest poble que no pas de la vila cap del municipi.
Està situada a 651 m d'altitud, a la dreta d'una llau afluent del barranc de Sant Pere, a la partida de Fontelles, al sud de la de Santa Margarida i a llevant de la de Costonat. La pista que mena al poble de Santa Engràcia passa a prop pel nord de la font.